# Лада Бояджиева
Лада Анто Бояджиева е българска режисьорка.
Родена е в София на 31 август 1927 г. Първоначално завършва журналистика в Париж, а след това режисура в Прага. Започва да работи в студия за хроникални, документални, научнопопулярни и игрални филми. Лада Бояджиева е съпруга на режисьора Януш Вазов. Умира на 27 октомври 1988 г.

## Филмография
Като режисьор
- Виза за океана (1975)
- Вятърът на пътешествията (1972)
- С особено мнение (1970)
- Завръщане (1967)
- Ахейци (1961)
- Български ансамбъл за народни песни и танци (1961)

Като сценарист
- Завръщане (1967)